# Effectuation
Effectuation ist eine unternehmerische Entscheidungslogik, die in Situationen hoher Ungewissheit eingesetzt werden kann. Sie benötigt keine vergangenheitsbezogenen Daten und darauf gründende Vorhersagen der Zukunft, sondern zielt auf die Handlungsfähigkeit basierend auf individuellen Mitteln und der Co-Creation mit anderen. Effectuation wird vor allem bei der Entwicklung von Geschäftsmöglichkeiten und Geschäftsmodellen in Situationen angewandt, in denen belastbare Prognosen aufgrund hoher Ungewissheit nicht möglich oder sinnvoll sind. Der Begriff Effectuation lehnt sich an die Unterscheidung von Ursache (cause) und Wirkung (effect) an und beschreibt den Aspekt des wirksamen Handelns ohne Festlegung konkreter Ziele.

## Entwicklung von Effectuation
Der Effectuation-Ansatz ist ein Ergebnis der globalen Entrepreneurship-Forschung. Er wurde von der Entrepreneurship-Professorin Saras D. Sarasvathy, heute an der Darden School of Business der University of Virginia, im Rahmen ihrer Promotion begründet. Ihr Doktorvater war der Kognitionswissenschaftler und Wirtschaftsnobelpreisträger Herbert Simon, der u. a. das Entscheidungsverhalten von Experten (bspw. Schachmeistern) erforschte. Entsprechend untersuchte Sarasvathy in ihrer Doktorarbeit die Entscheidungen von Experten-Unternehmern, also erfolgreichen Mehrfachgründern.
Entgegen ihrer Erwartung, Evidenz für eine besondere Planungsfähigkeit zu finden, entdeckte Sarasvathy als erstes, dass die Experten-Unternehmer vorhersagebasierten Ansätzen kritisch gegenüber standen. Bei näherer Betrachtung identifizierte sie schließlich fünf Entscheidungsprinzipien und einen Prozess, den sie zusammengenommen als Effectuation beschrieb. Seither ist der Ansatz mehrfach empirisch belegt und weiterentwickelt, aber auch vehement kritisiert worden.

## Prinzipien von Effectuation
Nicht-vorhersagende Kontrolle: Nicht-vorhersagende Kontrolle ist das Meta-Prinzip von Effectuation. Vorhersagende Ansätze mit linear-kausaler Logik gehen davon aus, dass man die Zukunft nur in dem Maße steuern kann, in dem man sie vorhersagen kann. Effectuation postuliert demgegenüber, dass man alles, was man steuernd beeinflussen kann, nicht vorhersagen muss. Expertenunternehmer benutzen eine Logik nicht-vorhersagender Kontrolle, nach der sie aus Mitteln und Ressourcen, die ihnen zur Verfügung stehen, neue Dinge schaffen. Die Zukunft kann also durch Vereinbarungen zwischen autonomen Akteuren gestaltet werden.
Mittelorientierung: Die individuell verfügbaren Mittel (wer ich bin, was ich weiß und wen ich kenne) bestimmen, welche Handlungsoptionen zur Verfügung stehen und welche Ergebnisse erreicht werden. Expertenunternehmer handeln statt ‘Was sollte man tun?’ nach der Devise 'Was kann ich tun?'. Die Mittelorientierung steht am Anfang des Effectuation-Prozesses, d. h. Effectuation beginnt damit, sich die eigenen Mittel bewusst zu machen.
Leistbarer Verlust: Der individuell leistbare Verlust bzw. Einsatz (und nicht der erwartete Ertrag) bestimmen, welche Gelegenheiten wahrgenommen werden bzw. welche Schritte in einem Vorhaben tatsächlich gesetzt werden. Der leistbare Verlust und die individuell verfügbaren Mittel ergeben gemeinsam die möglichen Handlungsoptionen, die im Effectuation-Prozess an zweiter Stelle stehen.
Partnerschaften: Expertenunternehmer gehen Partnerschaften mit denen ein, die bereit sind, unter Ungewissheit verbindliche Vereinbarungen einzugehen und eigene Mittel zur Gestaltung einer Gelegenheit beizutragen. Ein solcher Ansatz bedeutet auch, dass Unternehmer bei der Identifizierung von Geschäftsmöglichkeiten nicht mit strategischer Zielplanung beginnen, sondern dass die Ausformulierung der Ziele als experimenteller Lernprozess in einem Prozess der persönlichen Interaktion mit Kunden und anderen Geschäftspartnern verläuft: Mit jeder neuen Partnerschaft entstehen neue Potenziale, durch die auch die verfügbaren Mittel und Ressourcen expandieren. Im Effectuation-Prozess folgen Interaktionen mit anderen sowie sich daraus ergebende verbindliche Vereinbarungen auf die möglichen Handlungsoptionen. Aus ihnen entstehen dann neue Mittel und neue Ziele.
Umstände und Zufälle nutzen: Unerwartetes, Zufälle und Umstände können als Chancen und Hebel genutzt und in Innovation und unternehmerische Gelegenheiten transformiert werden. Umstände und Zufälle beeinflussen im Effectuation-Prozess die individuellen Mittel sowie die möglichen Handlungsoptionen.

### Beispiele der Prinzipien
In der folgenden Tabelle findet sich für jedes der fünf Prinzipien ein Beispiel:
| Prinzip                       | Beispiel |
| ----------------------------- | --- |
| Nicht-vorhersagende Kontrolle | Investoren, Partner und Kunden treffen Vereinbarungen in Bezug auf ein zukünftiges Produkt, ein neues Unternehmen oder einen noch nicht existierenden Markt und reduzieren dadurch die Ungewissheit.                              |
| Mittelorientierung            | Statt ein Rezept zu befolgen, kocht ein Hobbykoch ein Gericht basierend auf den Zutaten, die er spontan im Kühlschrank findet. |
| Leistbarer Verlust            | Eine Angestellte entscheidet sich dafür, zwei Jahre Zeit und einen Teil ihrer Ersparnisse in ein unternehmerisches Projekt zu investieren, von dem sie überzeugt ist. Die Frage nach dem erwarteten Gewinn stellt sich ihr nicht. |
| Partnerschaften               | Eine Köchin, die unternehmerisch tätig werden möchte, lernt einen Schriftsteller kennen und entscheidet sich dann, gemeinsam mit ihm ein Kochbuch zu entwickeln.                                                                  |
| Umstände und Zufälle nutzen   | Biontech forschte zu MRNA-Impfstoffen für die Krebstherapie, konnte jedoch den Umstand der COVID-19-Pandemie nutzen und einen entsprechenden Impfstoff entwickeln.                                                                |